# Sjöslag i Neapelbukten
Sjöslag i Neapelbukten är en oljemålning av den flamländske renässanskonstnären Pieter Bruegel den äldre. Den målades omkring 1560 och ingår i samlingarna på Galleria Doria Pamphilj i Rom. 
Brugels kallades Bondebruegel och är mest känd för myllrande flamländska folklivsskildringar. Åren 1551–1553 reste han till Italien och besökte Rom, Neapel och Messina tillsammans med geografen Abraham Ortelius. Resan har lämnat tämligen få spår i hans oeuvre; ett undantag är Sjöslag i Neapelbukten som troligen bygger på teckningar utförda under resan. Själva sjöslaget är dock inte autentiskt utan uppdiktat, liksom Neapels cirkelformade hamnpir. Målningen förvärvades av Camillo Pamphili som ägde flera verk av Bruegel.